# George Fox Wilson
George Fox Wilson (* 26. Januar 1896; † 9. Januar 1951 in Weybridge, Surrey) war ein englischer Entomologe und Pflanzenschutzsachverständiger. 1915 trat er in die 1st City of London Sanitary Company ein. Von 1919, nach einer dreijährigen Stationierung in Ägypten und Syrien während der er sich unter anderem mit Maßnahmen gegen Malaria beschäftigte, bis zu seinem Tode war er Entomologe der Royal Horticultural Society.
Wilson spielte eine führende Rolle bei der Verbreitung von Parasiten des Pflanzenschädlings Weiße Fliege und findet unter anderem durch die Entdeckung einer Lilienhähnchen-Kolonie in Surrey, England, im Jahr 1940 und durch seine Studien über diesen Pflanzenschädling Erwähnung.

## Werke
- George Fox Wilson: Pests of ornamental garden-plants. HSMO, London 1937. (2. Auflage 1950 als Pests of flowers and shrubs)
- George Fox Wilson: Insect pests of the genus Rhododendron. Weimar 1939.
- George Fox Wilson: The Chrysanthemum Eelworm. National Chrysanthemum Society, London 1946.
- George Fox Wilson: D. D. T.: investigations on its Effect upon some Horticultural pests. In: Journal of the Royal Horticultural Society, London, 1946.
- George Fox Wilson: The detection and control of garden pests. C. Lockwood, London 1947. (2. Auflage 1949)
- George Fox Wilson und John Ramsbottom: The Enemies of the rose. National Rose Society, London 1949.
- George Fox Wilson: Chrysanthemum breeding. National Chrysanthemum Society Development Fund Committee, London (?) 1969.